# Los Seixos (Talarn)
Los Seixos és un indret del terme municipal de Talarn, al Pallars Jussà.
Es tracta del territori situat al sud de la ciutat de Tremp i de la carretera C-1311 i al nord-oest de Palau de Noguera. Travessa los Seixos el Canal de Dalt.
Repartides pels Seixos hi ha unes quantes edificacions de caràcter agrícola, com lo Viver, a l'extrem nord, la Cabana de l'Aleixó, la de Bruno, la de Can Deu, la de Carlà, la de Pauletó, la de la Roieta, la de Sostres i la Granja del Batlle d'Estorm.

## Etimologia
Segons Joan Coromines, un sas o un seix és un planell allargat en forma de terrassa, no àrida ni fèrtil, sovint amb conreus magres i coberta de matolls, que sovint solia estar plantat de vinya. Procedeix d'un ètim preromà, sasso-, emparentat amb una arrel indoeuropea, sasio-, que apareix associada al color gris.